# Parque Histórico Nacional Jimmy Carter
O Parque Histórico Nacional Jimmy Carter, localizado em Plains, Geórgia, preserva locais associados a Jimmy Carter (1924–2024), 39º presidente dos Estados Unidos. Isso inclui sua residência, fazenda onde passou a infância, escola e a estação ferroviária da cidade, que serviu como sede de sua campanha durante a eleição de 1976. O prédio que abrigava a Escola Secundária de Plains (inaugurada em 1921 e fechada em 1979) serve como museu e centro de visitantes do parque. Como Carter morava em Plains, a área ao redor da residência, incluindo o local de sepultamento da ex-primeira-dama Rosalynn Carter (1927–2023), está sob a proteção do Serviço Secreto dos Estados Unidos e não será aberta ao público até algum tempo depois do funeral de Estado e sepultamento de Carter em janeiro de 2025.
Os Carters retornaram a Plains em 1981. O ex-presidente e a primeira-dama perseguiram muitos dos objetivos de sua administração por meio do Carter Center em Atlanta, que tem programas para aliviar o sofrimento humano e promover os direitos humanos e a paz mundial. Carter lecionou na Escola Dominical da Igreja Batista Maranata, que é aberta ao público.
Foi estabelecido em 1987 pela Pub.L. 100–206 como Local Histórico Nacional Jimmy Carter e renomeado como parque histórico nacional em 2021.

## Centro de visitantes e museu
A antiga Escola Secundária de Plains, que Jimmy e Rosalynn Carter frequentaram, agora serve como centro de visitantes e museu do parque. Possui uma sala de aula, escritório do diretor e auditório que foram restaurados para parecerem como eram quando Jimmy Carter frequentou. Uma réplica exata da mesa do Resolute, que Jimmy Carter trouxe de volta ao Salão Oval para usar como sua mesa presidencial, está em exibição, assim como seu Prêmio Nobel da Paz de 2002. Outras salas apresentam exposições que explicam a vida de Jimmy e Rosalynn Carter, e um pequeno vídeo foca na vida de Jimmy Carter de acordo com seus amigos, vizinhos familiares.

## Casa e fazenda da infância
A fazenda na zona rural de Archery, onde Jimmy viveu dos quatro anos de idade em 1928 até ir para a faculdade em 1941, foi restaurada à sua aparência anterior à instalação de eletricidade em 1938.

## Sede da campanha
A antiga Estação Ferroviária de Plains, onde Carter sediou sua campanha presidencial, agora serve como um museu com foco na campanha e eleição presidencial de 1976. Ele apresenta exposições que destacam a campanha de Jimmy Carter para presidente. A estação de trem operou de 1888 até 1951, quando todo o transporte público de e para a região cessou.

## Casa e local de sepultamento de Carter
A casa de longa data dos Carters na 209 Woodland Drive, embora não esteja aberta ao público, faz parte do parque. |Os Carters viveram na casa desde 1961. Durante sua presidência, foi usada como sua Casa Branca de Verão.
Rosalynn Carter está enterrada no terreno da casa, perto de um salgueiro no gramado da propriedade. Jimmy Carter está planejado para ser enterrado ao lado de sua esposa. A intenção é que o National Park Service (NPS) transforme a casa em um museu e a abra para visitação pública.

## Galeria

### Estação ferroviária de Plains

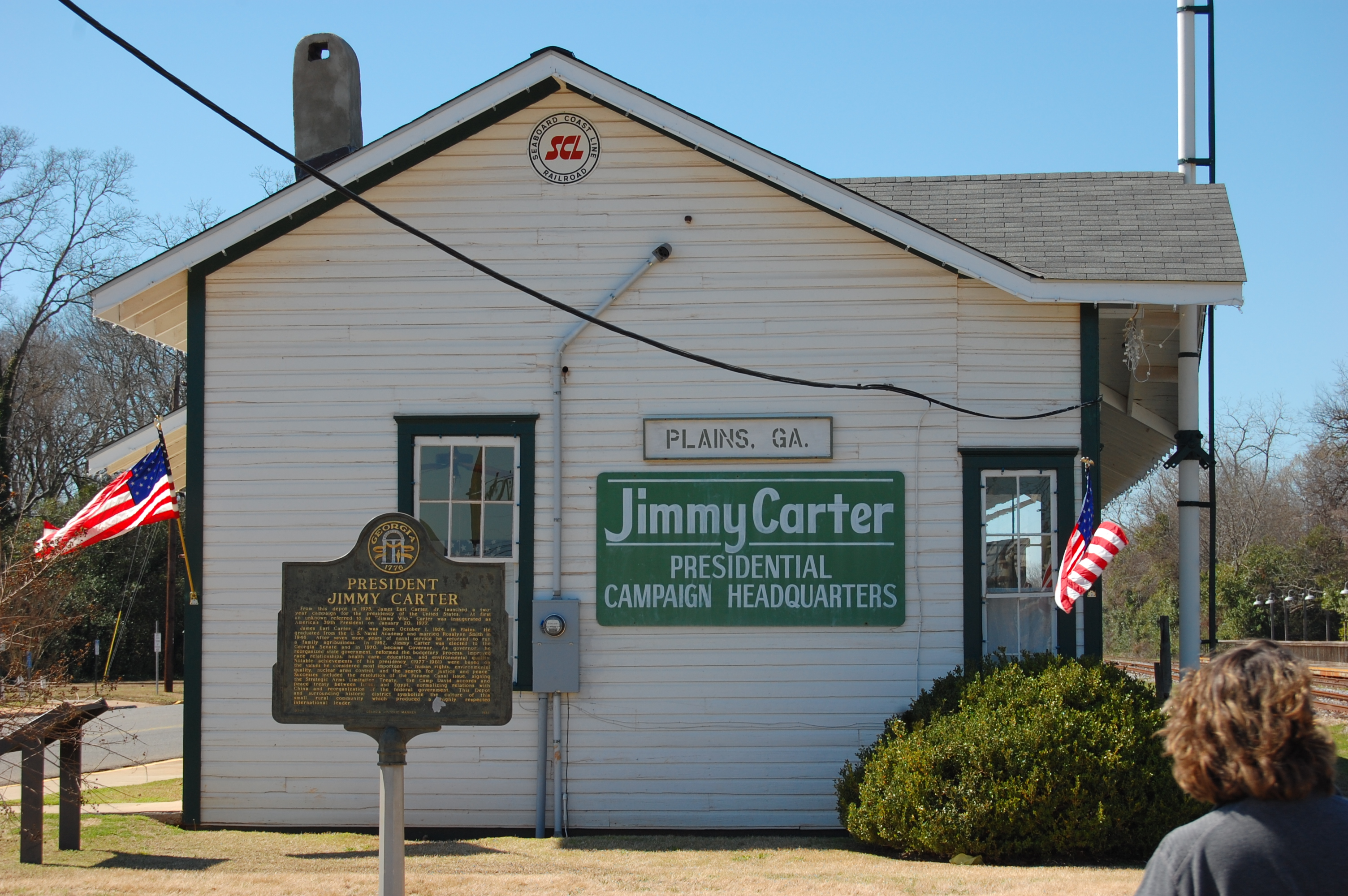
Estação ferroviária de Plains, que serviu como sede da campanha de Carter em 1976
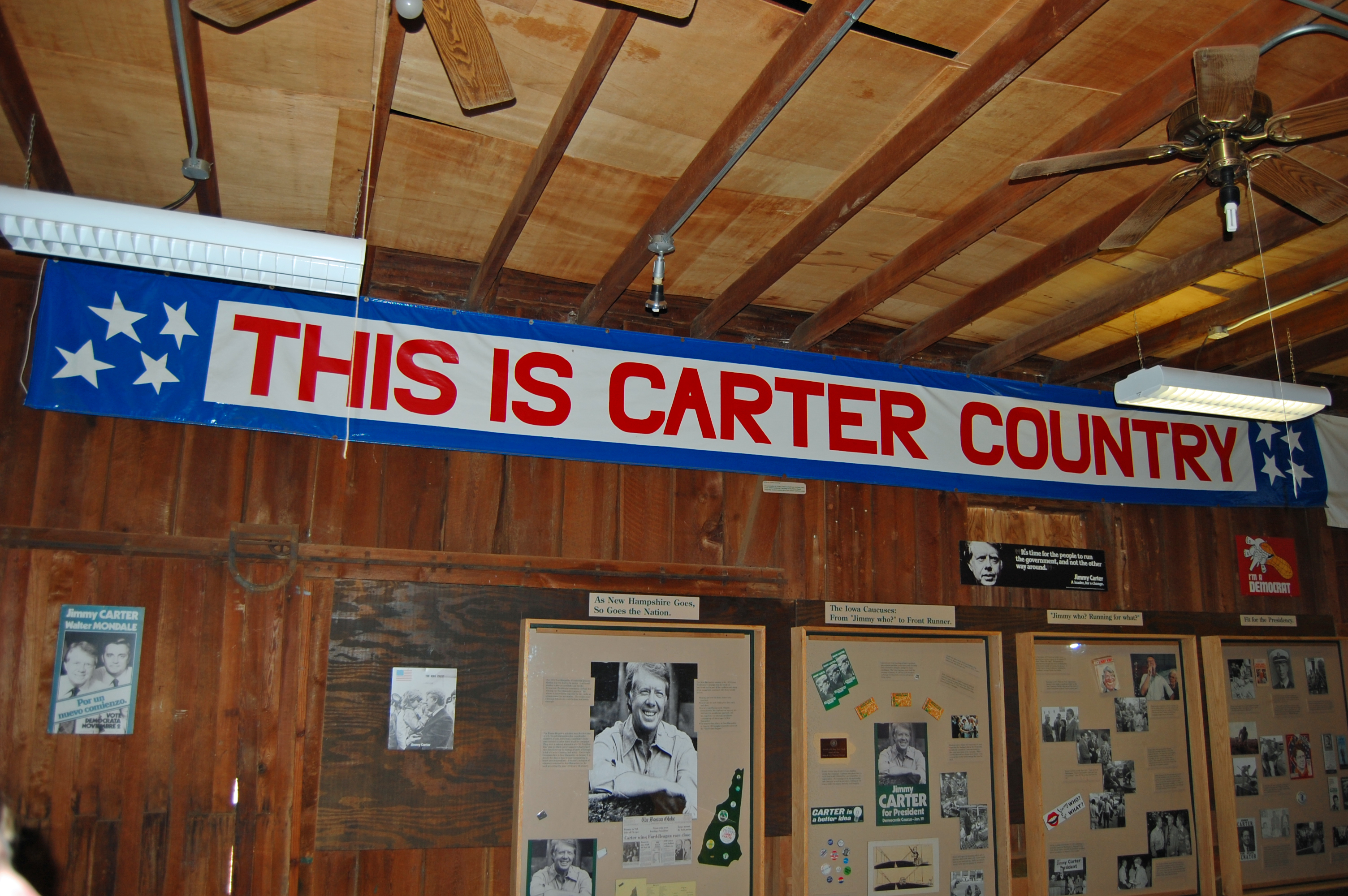
Interior da sede da campanha

### Centro de visitantes e museu

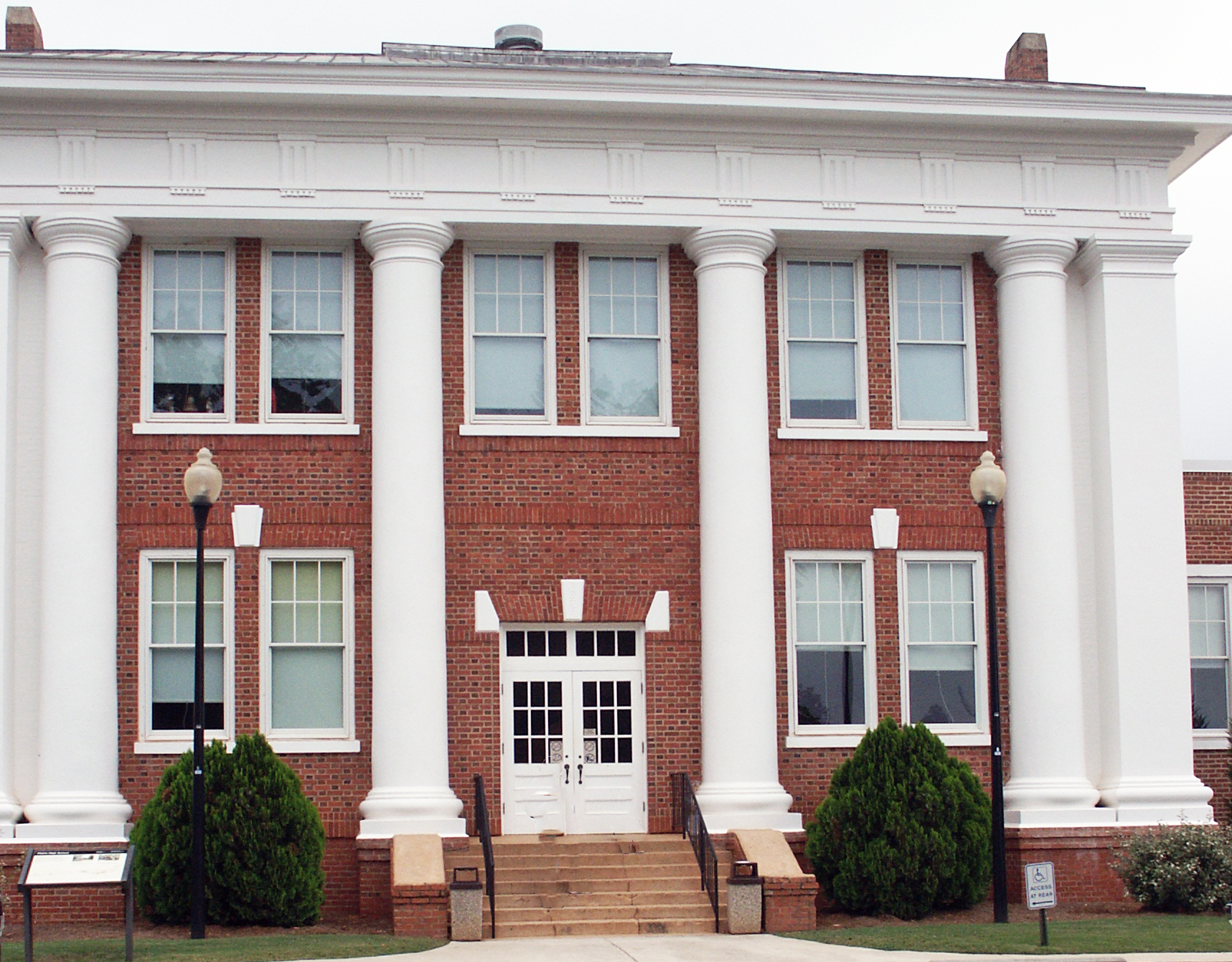
Escola secundária de Carter, agora um museu e centro de visitantes
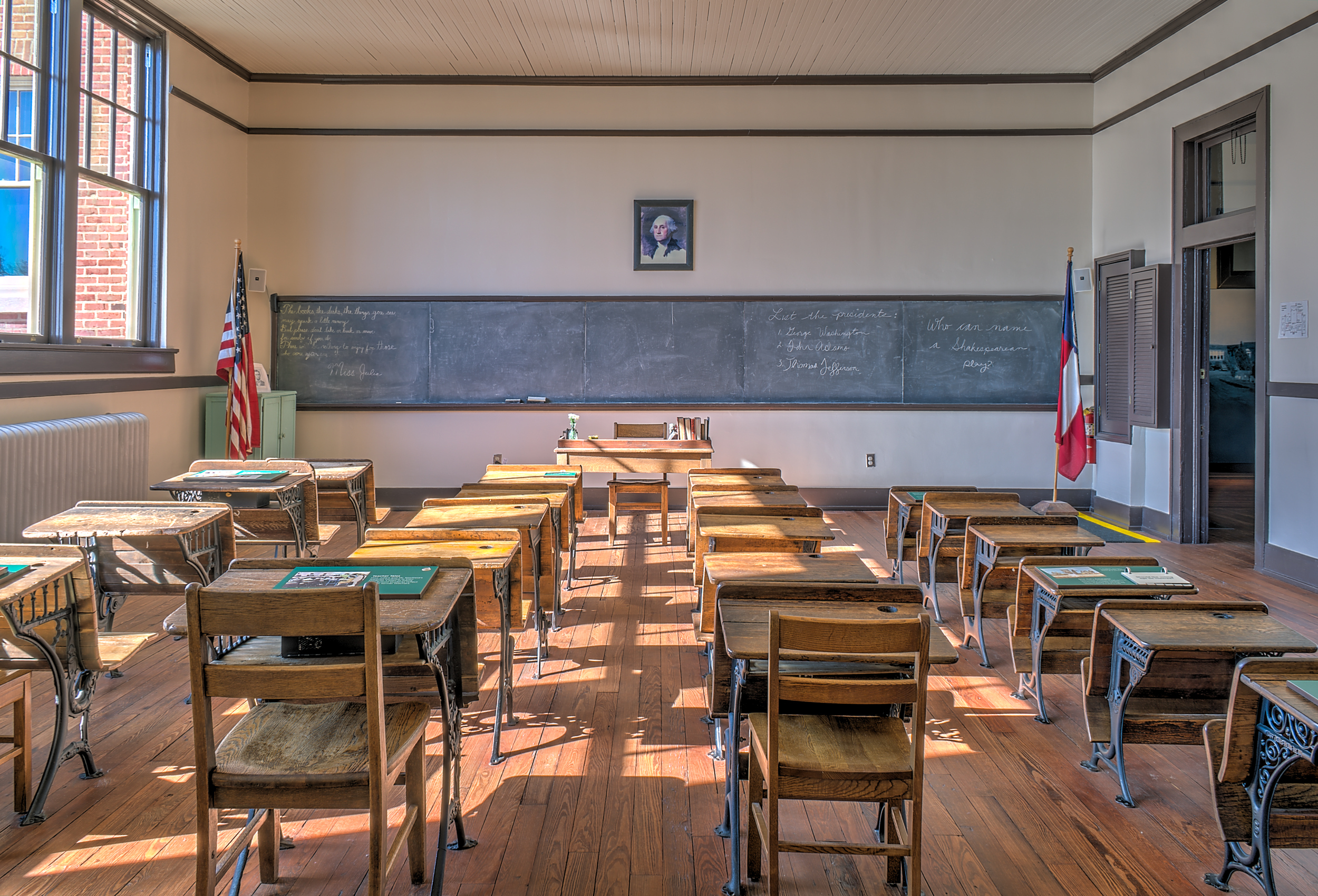
Detalhe da sala de aula
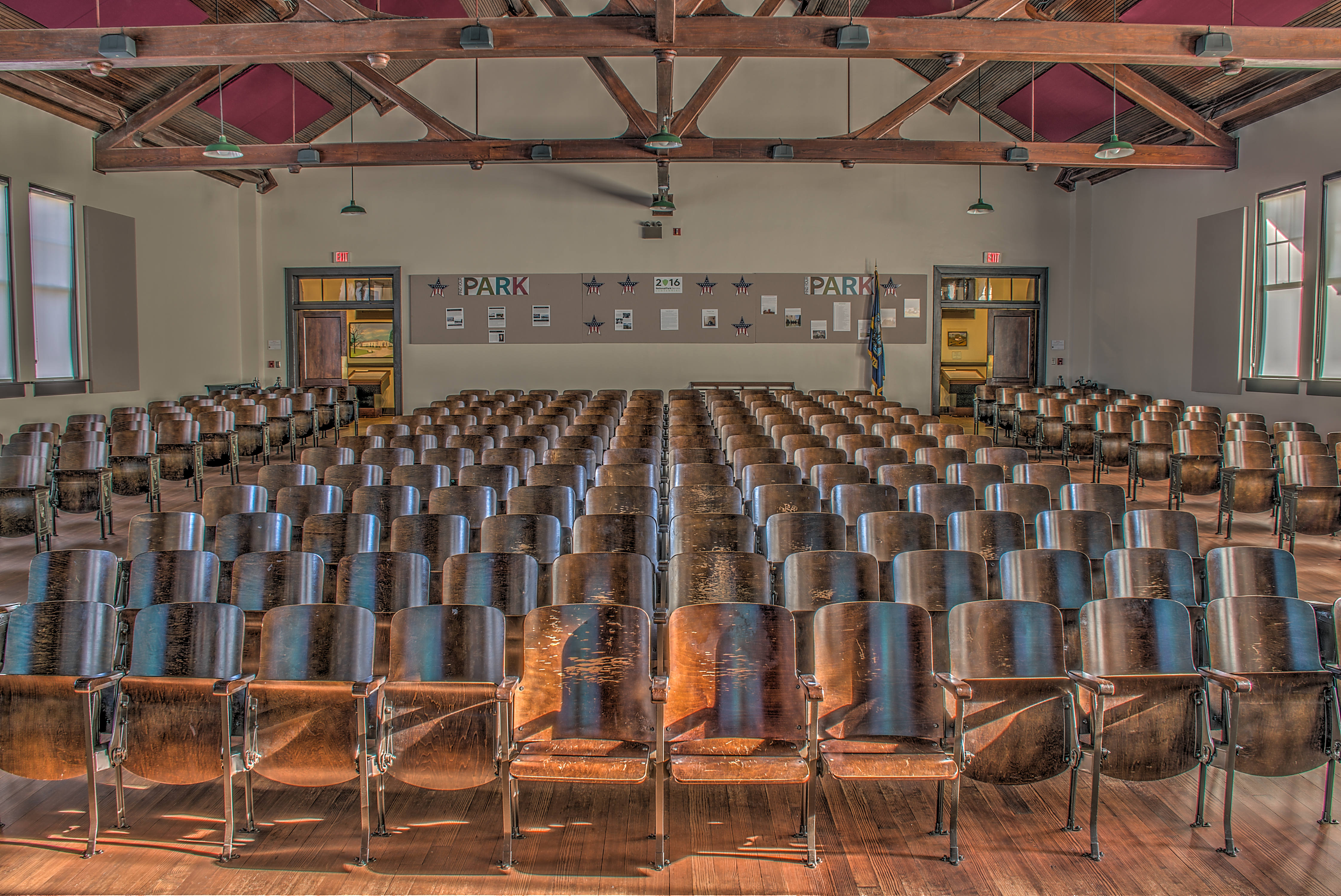
Auditório
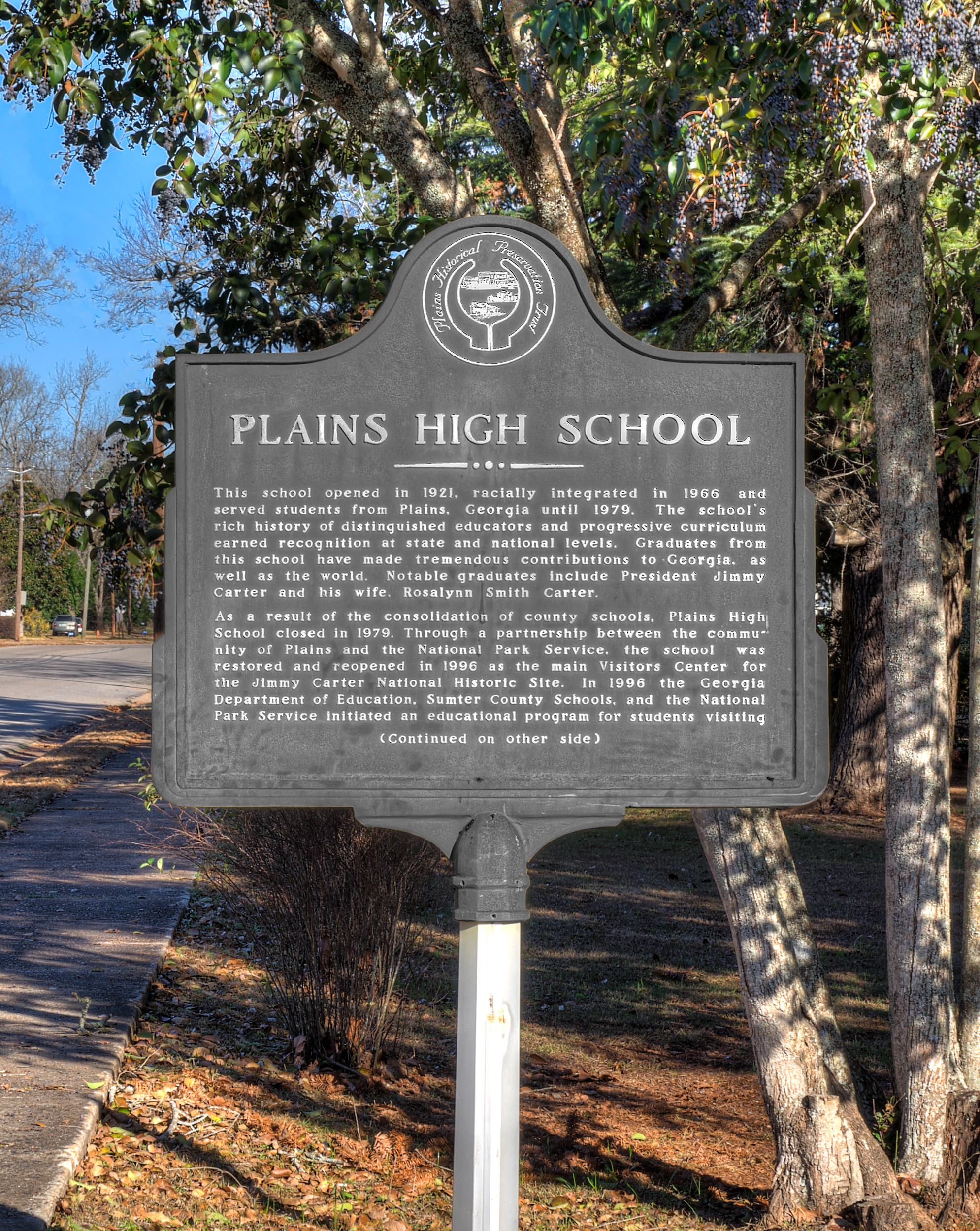
Marcador histórico

### Fazenda da infância de Carter

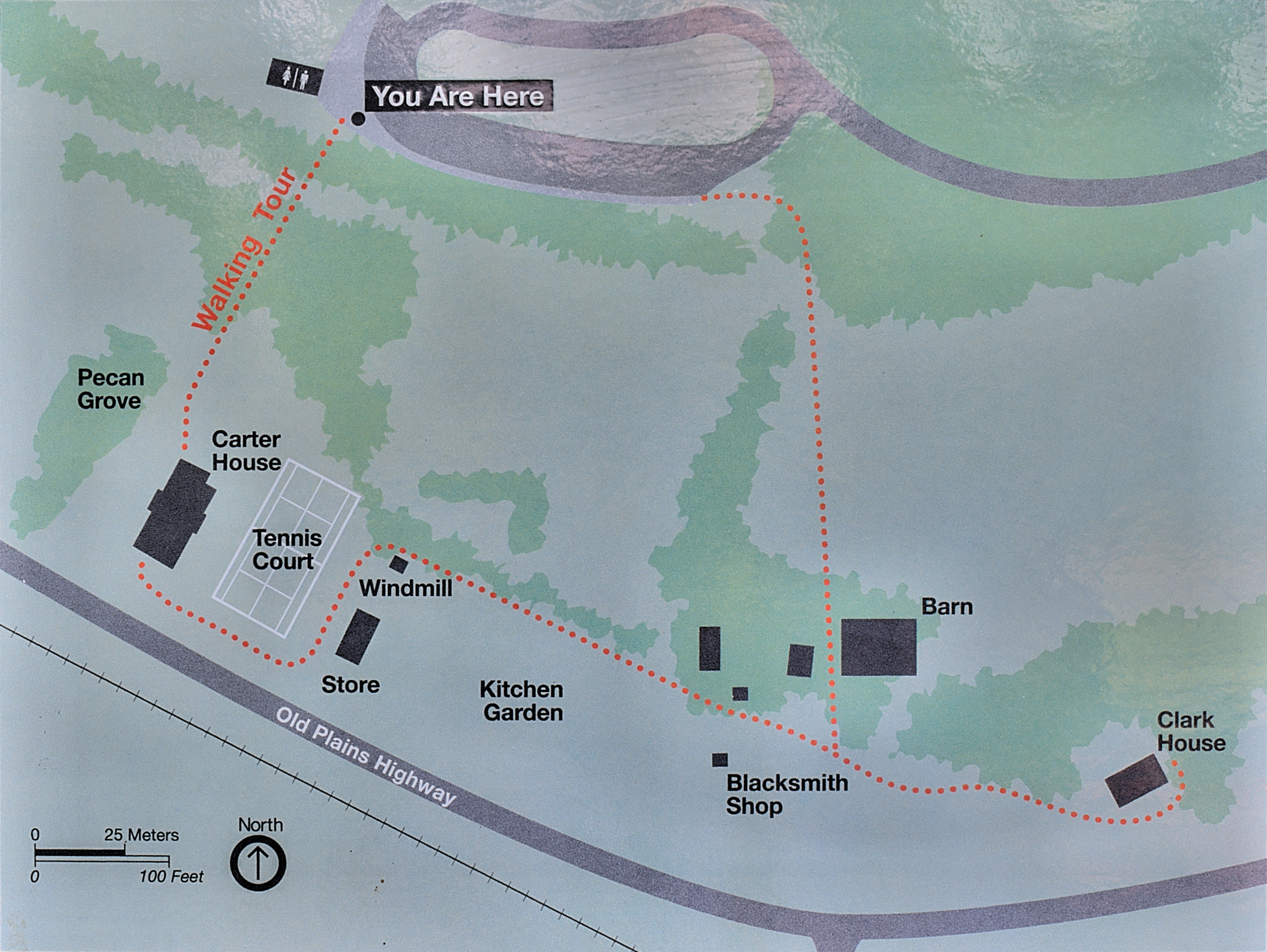
Mapa da fazenda
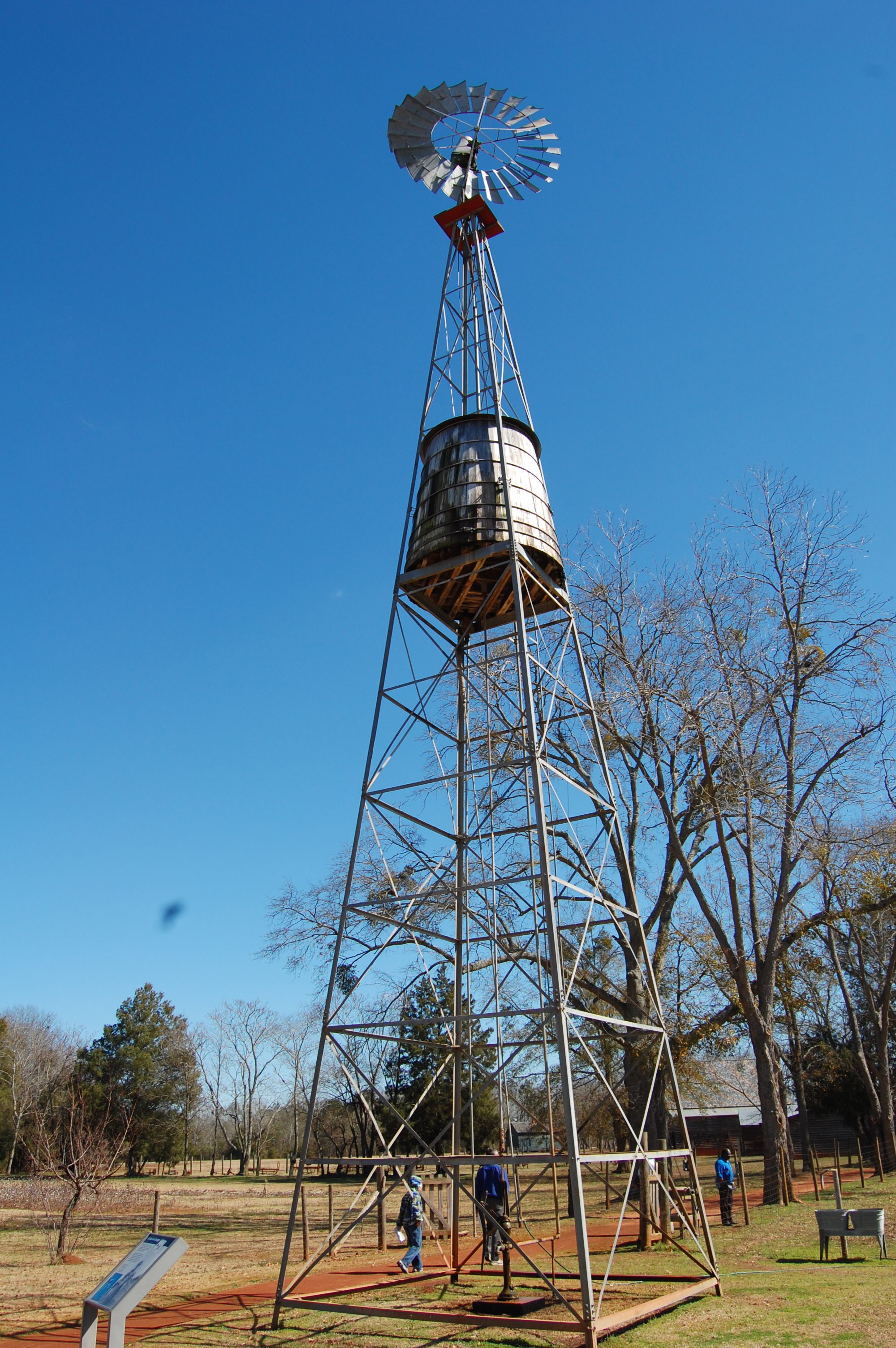
Uma bomba de água alimentada por um moinho de vento
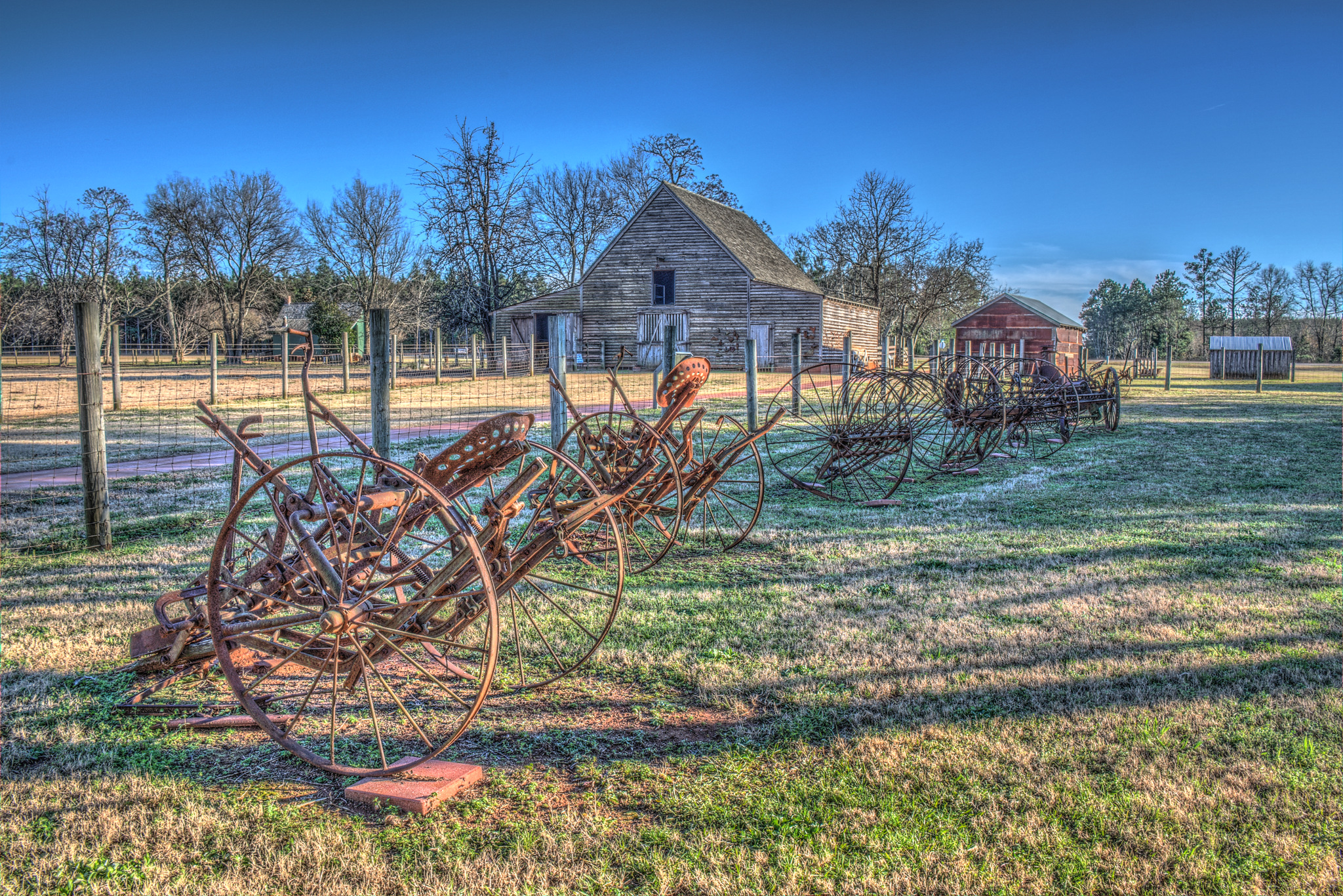
Celeiro e equipamento agrícola antigo
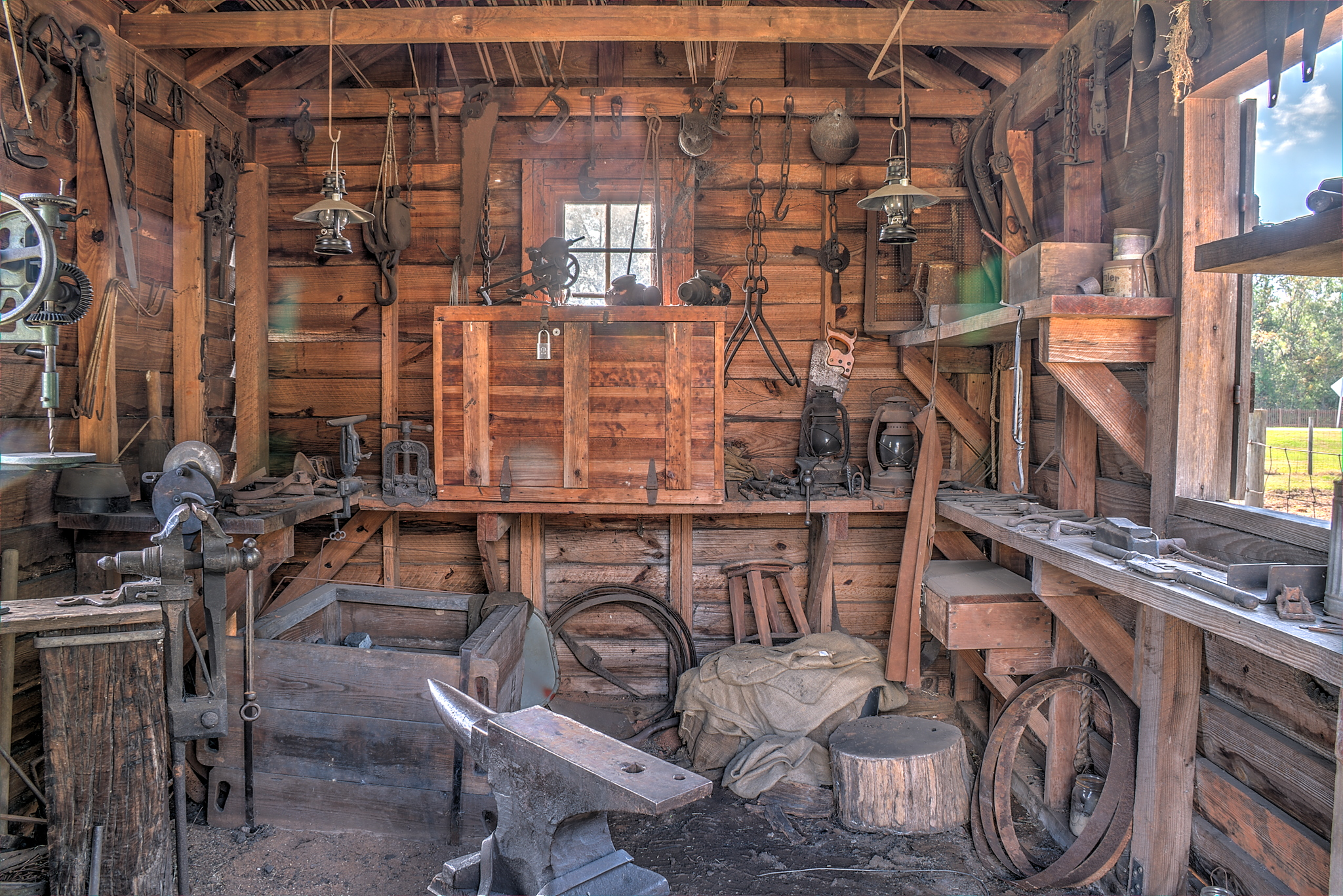
Loja de ferreiro

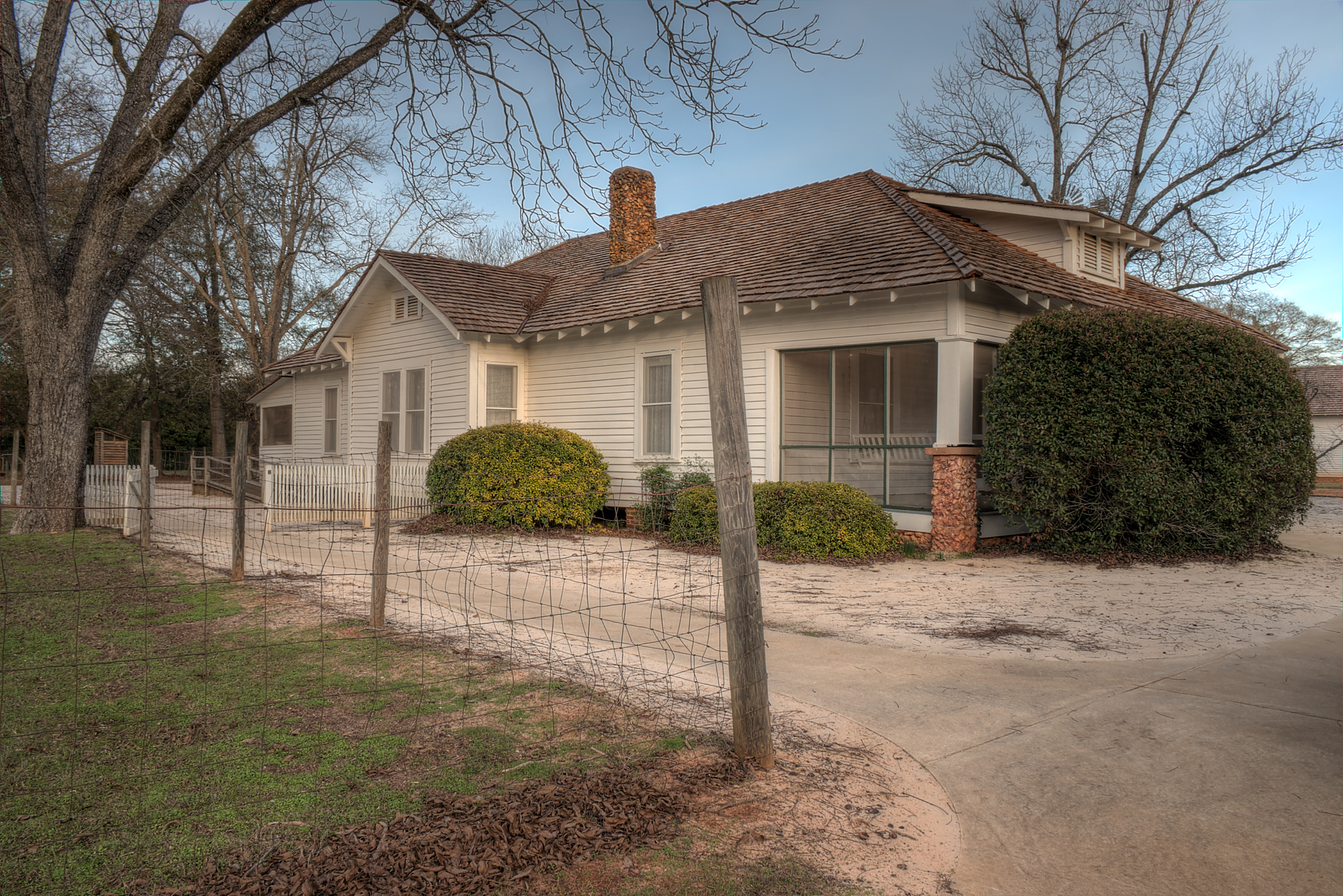
Casa de Earl e Lillian Carter
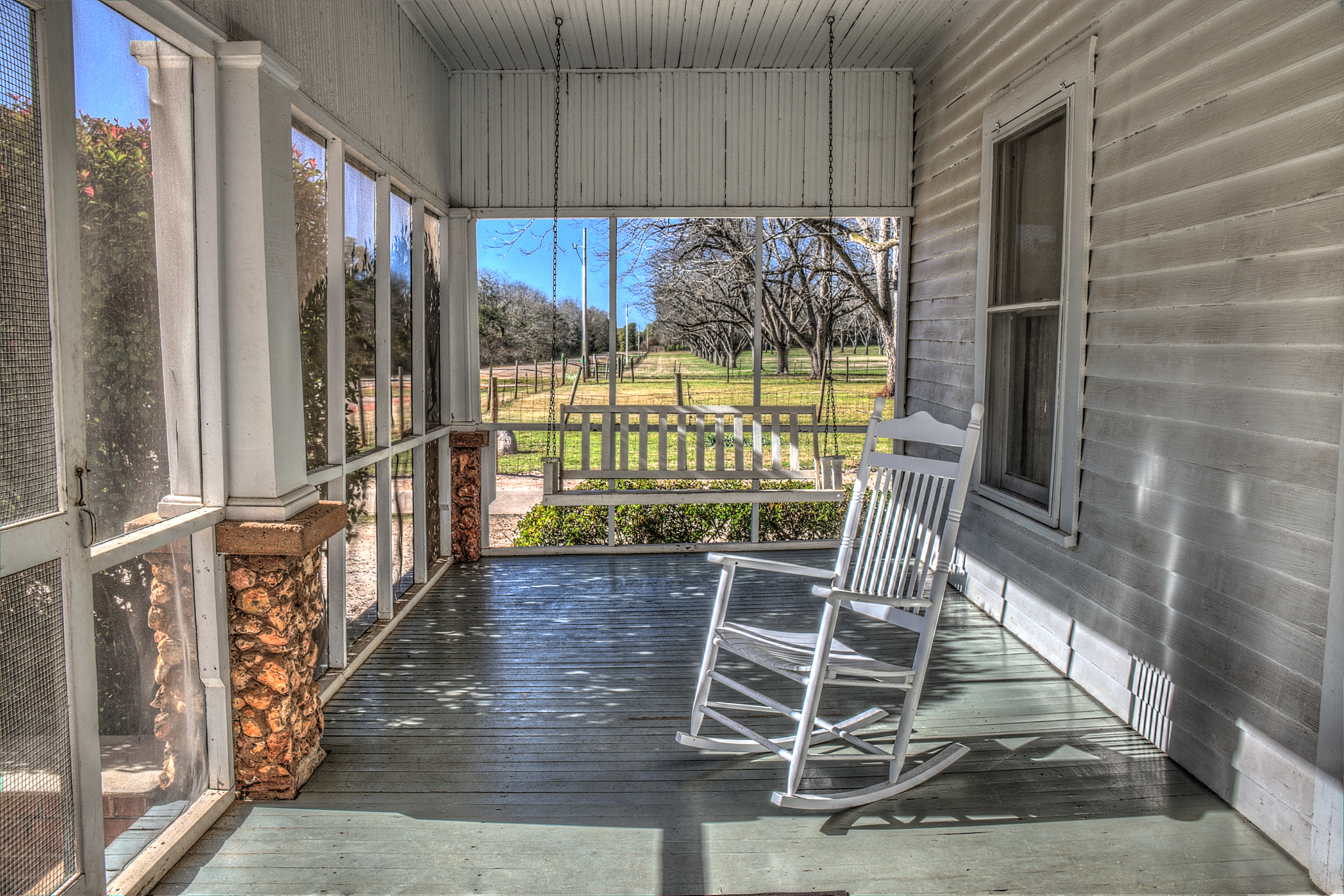
Detalhe da varanda da frente
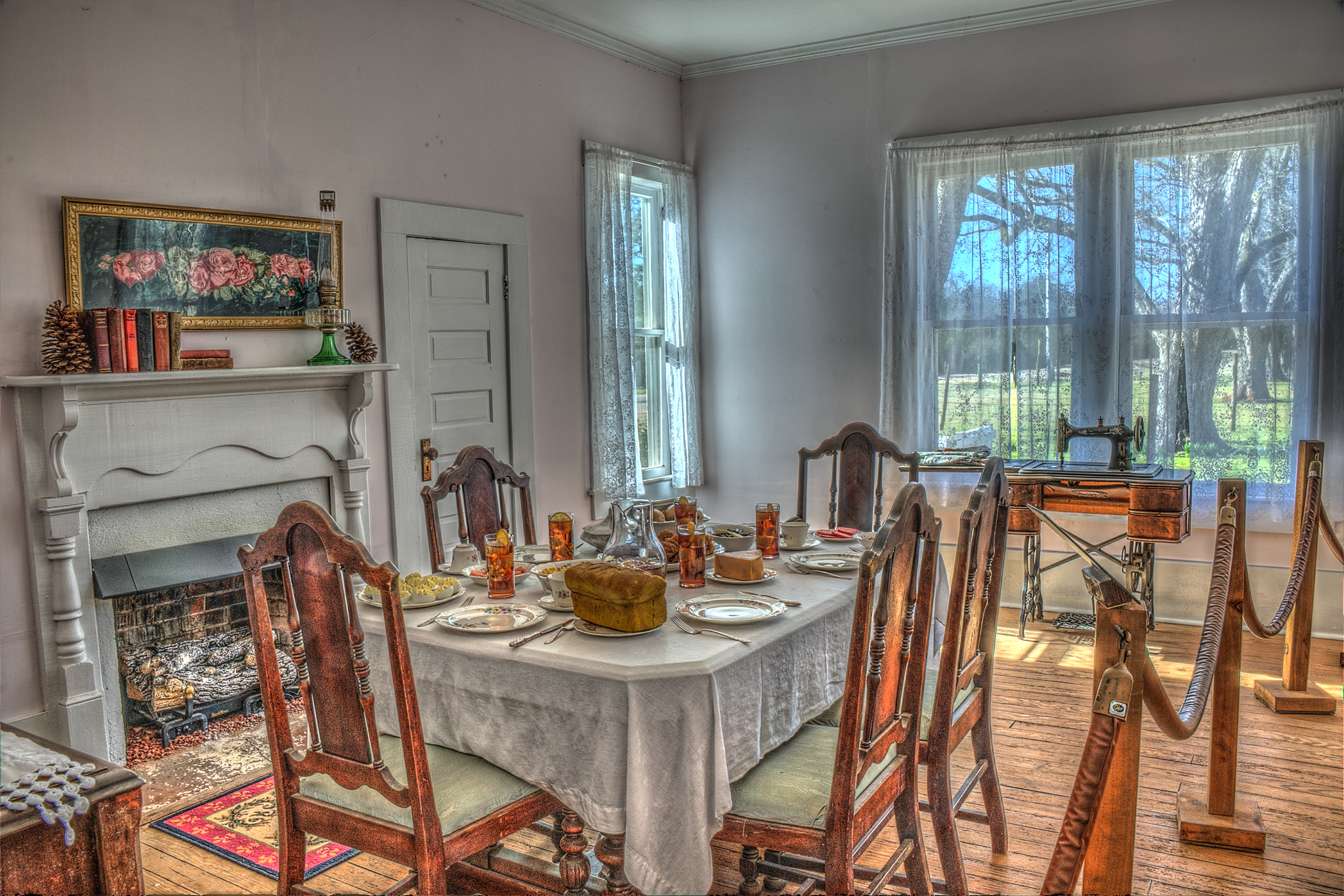
Detalhe da sala de jantar
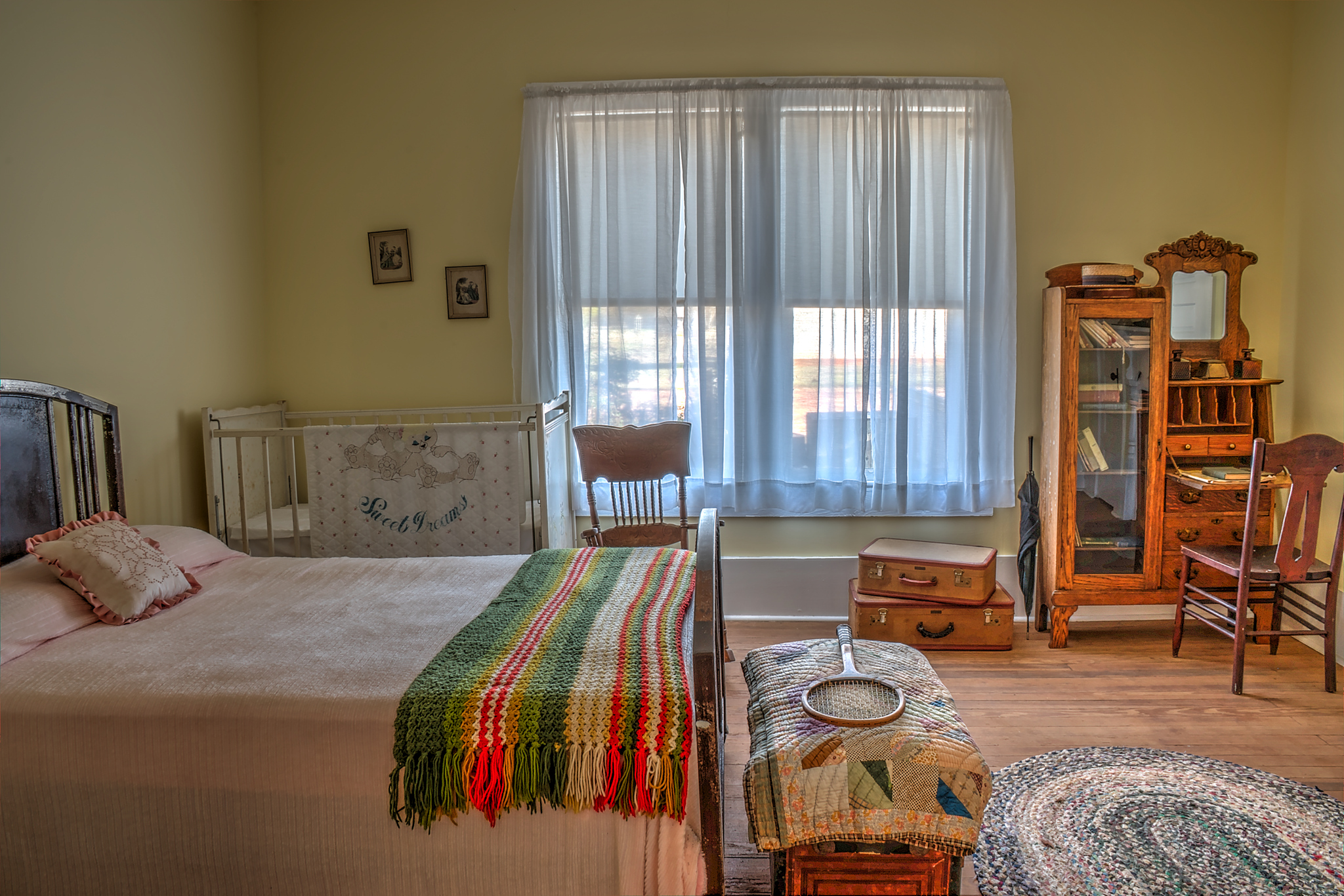
Detalhe do quarto
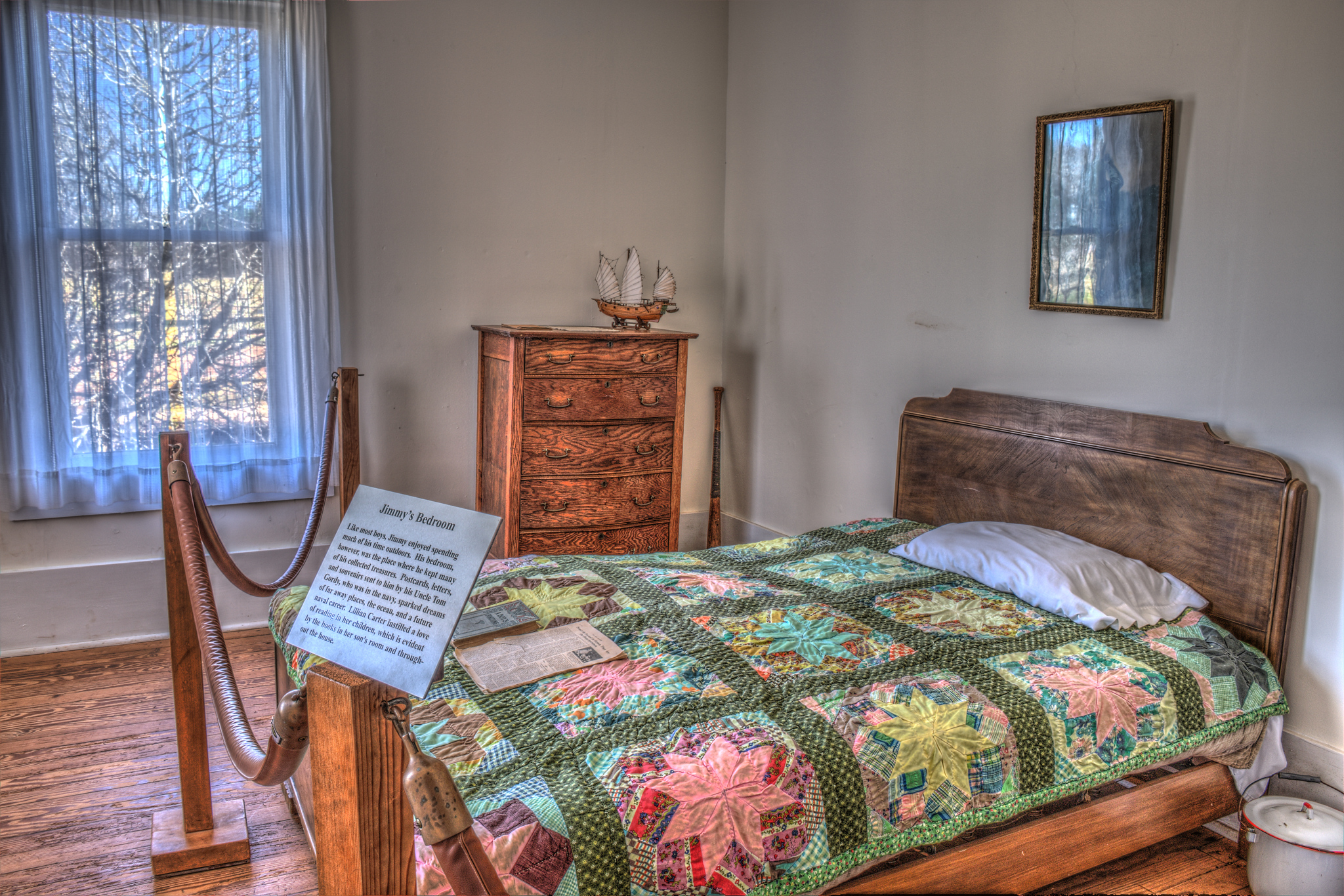
Detalhe do quarto

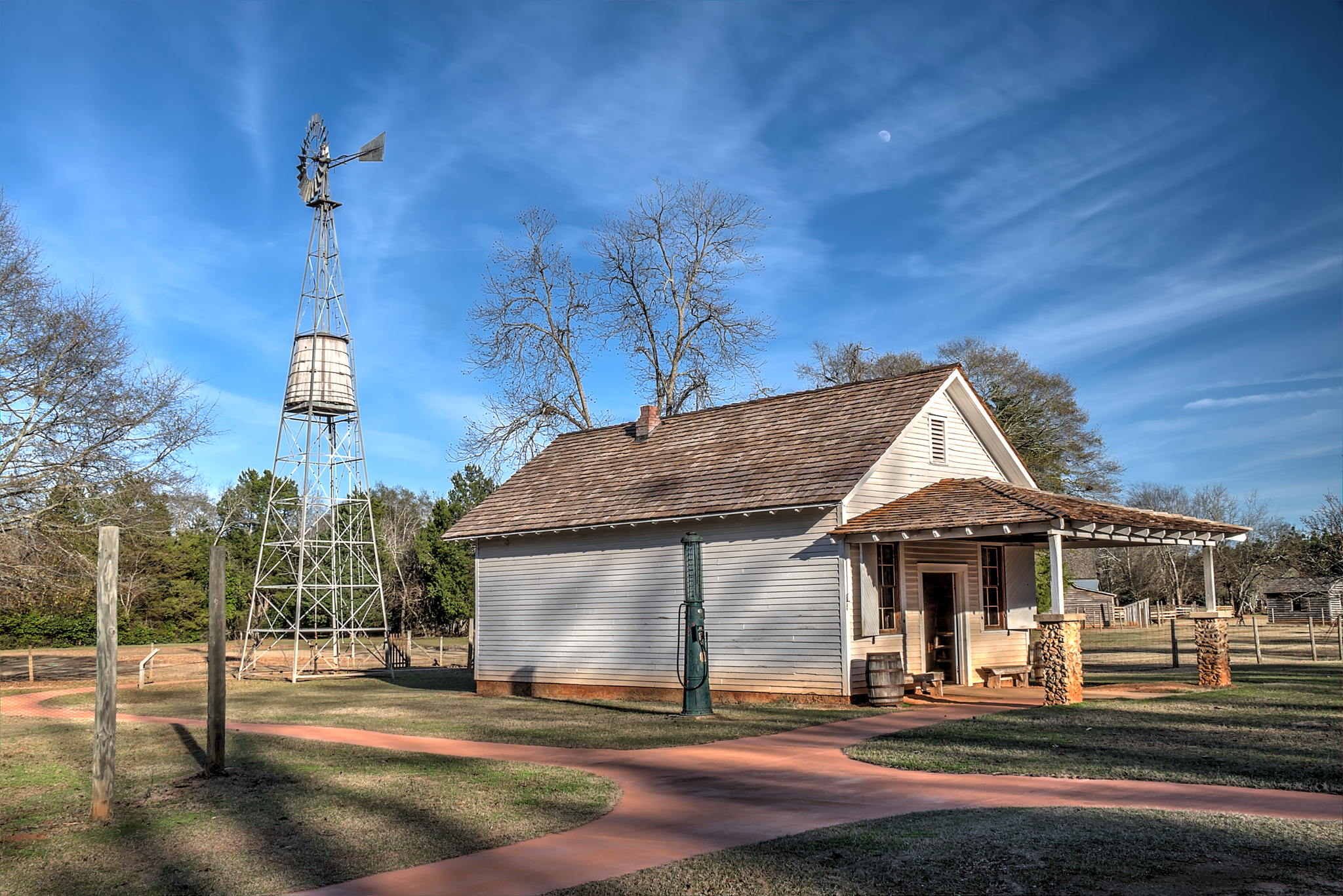
Loja de campo da família Carter
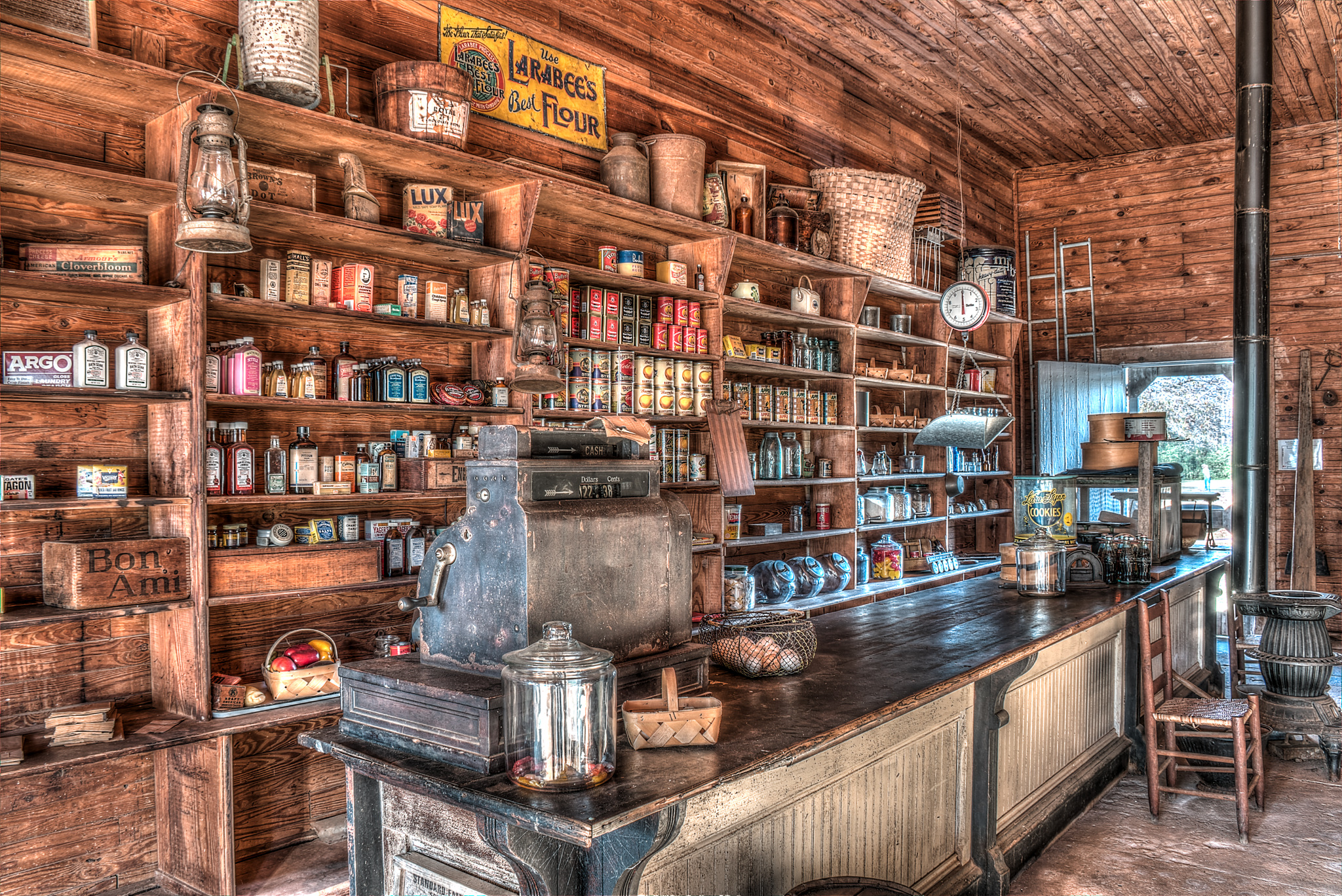
Detalhe da loja de campo
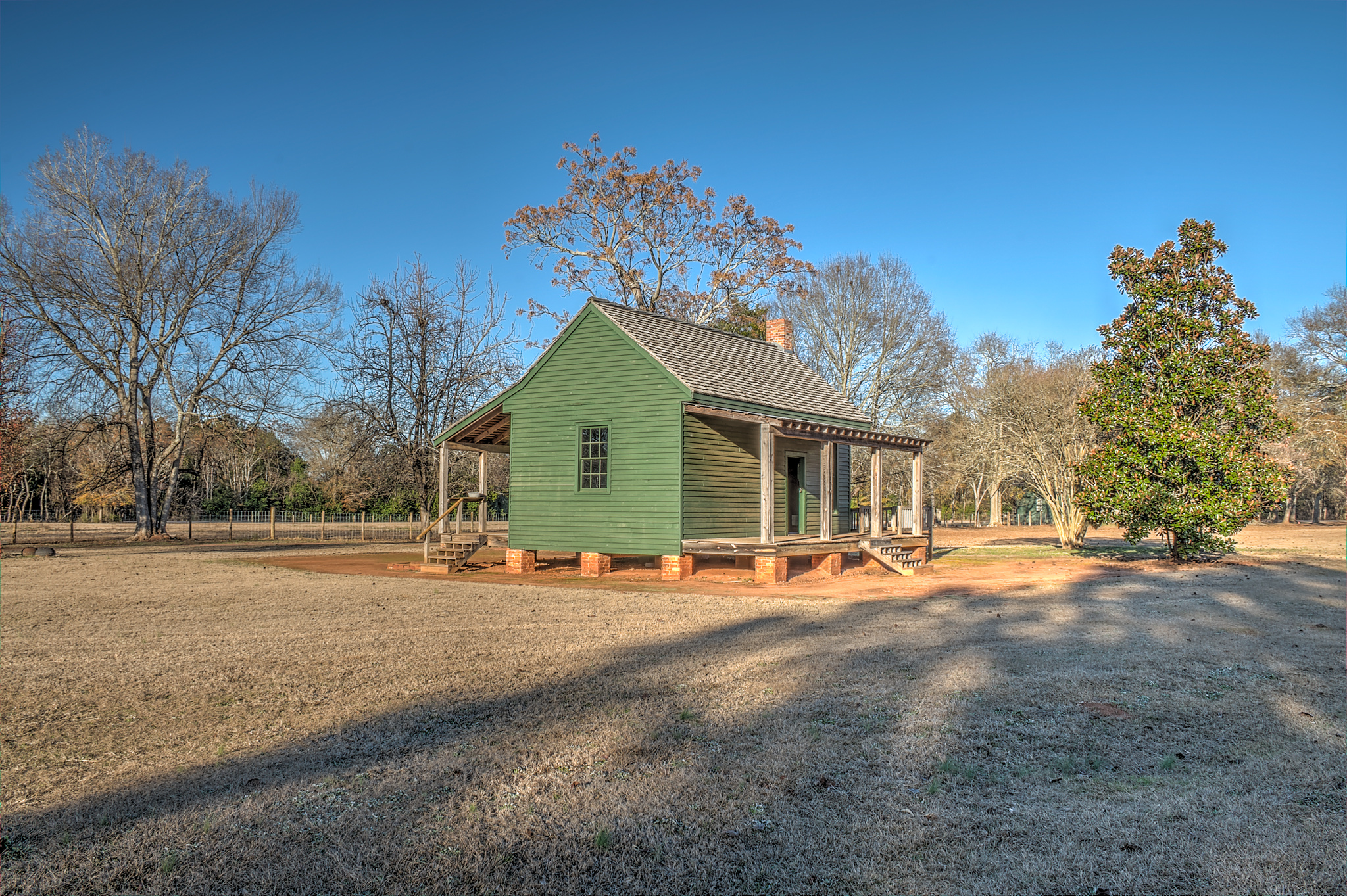
Casa do inquilino de Rachel e Jack Clark
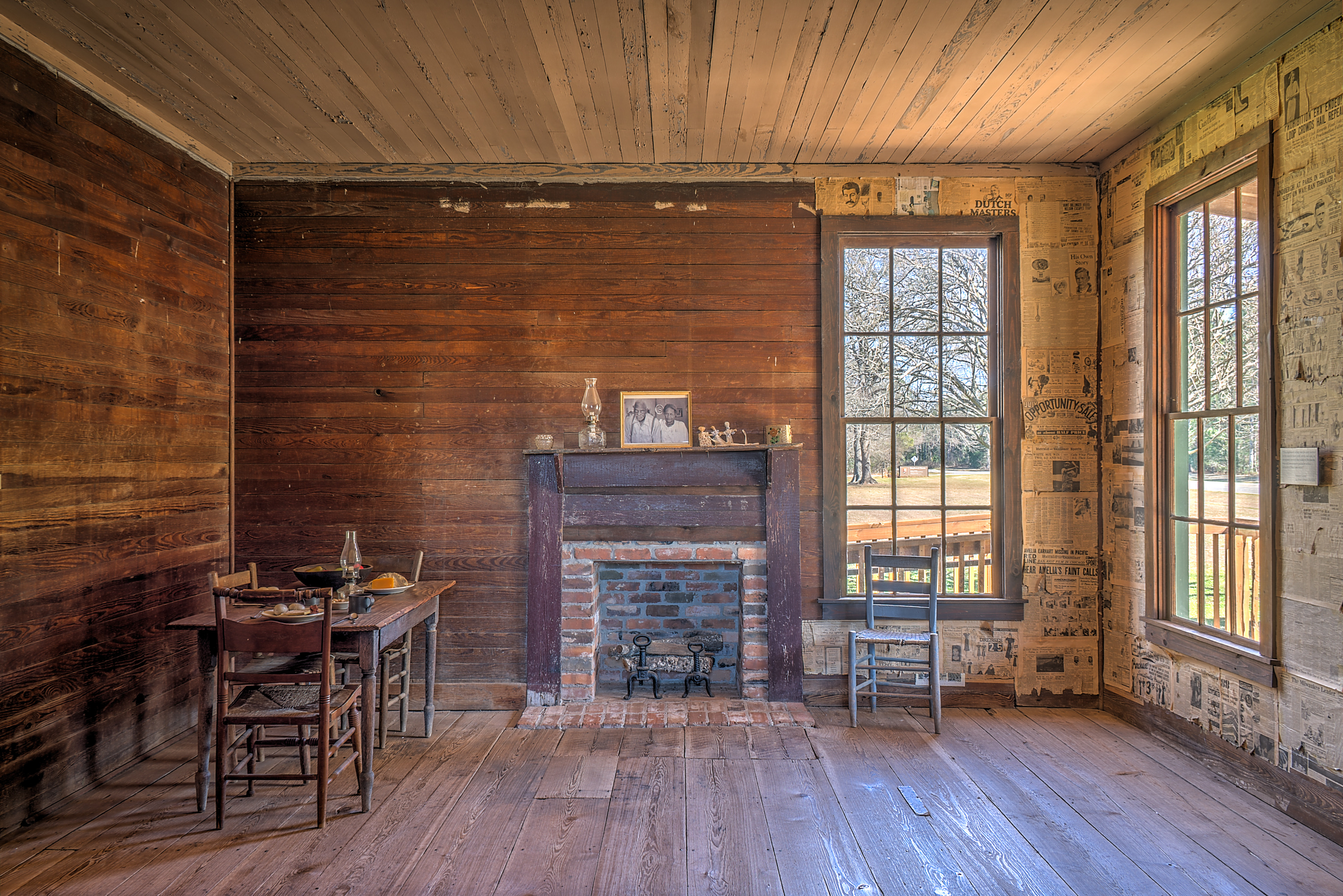
Casa do inquilino, sala principal
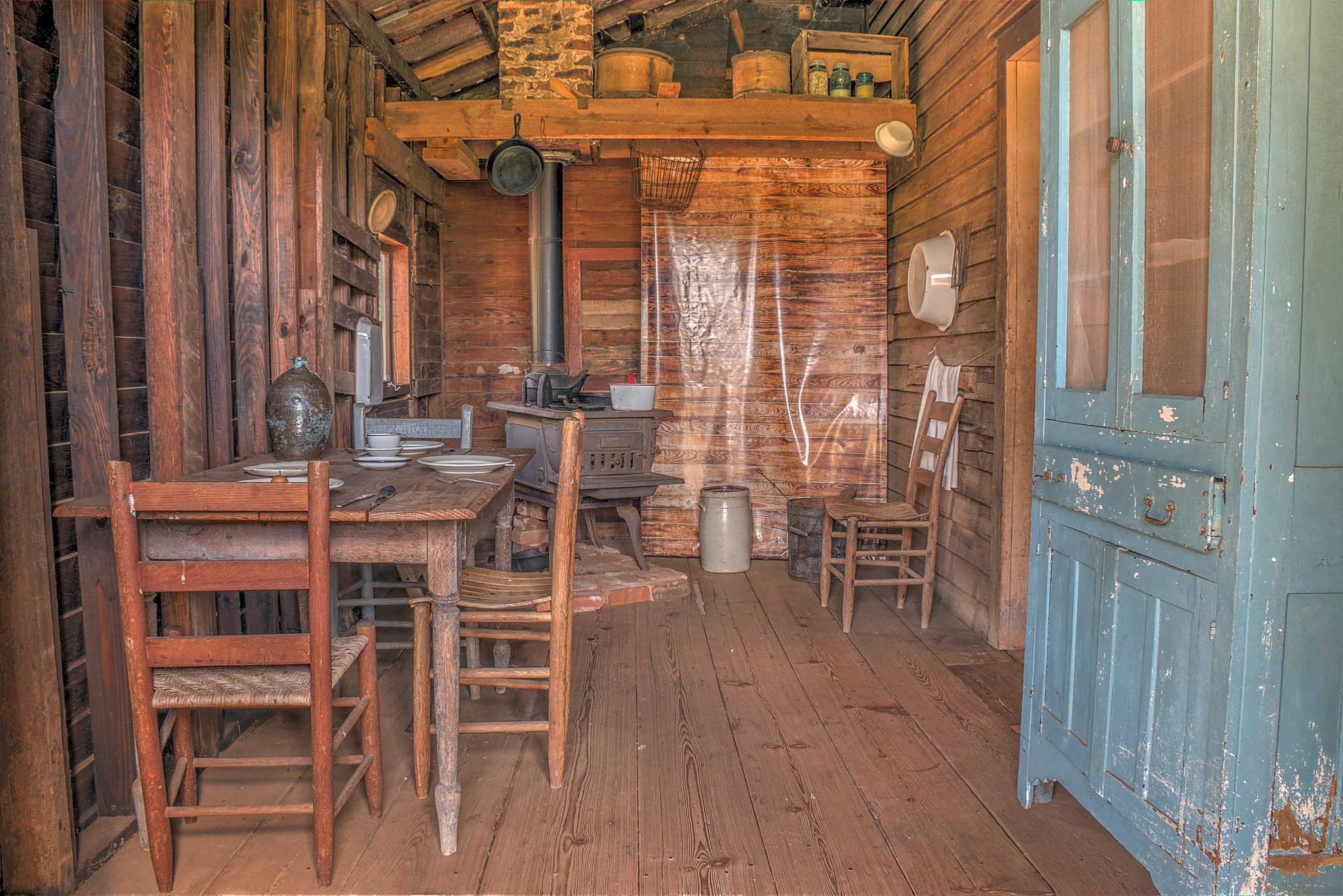
Casa do inquilino, cozinha